# Lokaut
Lokaut ili lock-out (na engleskom doslovno "izbacivanje zaključavanjem") predstavlja poseban oblik štrajka, odnosno industrijske akcije u svrhu rešavanja radnog spora koji umesto zaposlenih i radnika vrše poslodavci, i to tako da jednostavno obustave svoju redovnu delatnost, a nakon čega se radnici masovno otpuštaju ili im se ne isplaćuju redovne nadnice. Svrha lokauta je prisiliti radnike (u pravilu lišene redovnih izvora prihoda) da prihvate zahteve poslodavaca (najčešće vezanih uz smanjivanje ili zamrzavanje plata i beneficija, smanjivanje radnog vremena i sl.) i/li stvore uslovi da se zaposle novi radnici koji neće postavljati po poslodavce neprihvatljive zahteve.

## Spoljašnje veze
- New and histories of lockouts, on libcom.org
- Account of the great farm lockout of 1872 Архивирано 2011-07-18 на сајту  on EASF